# Burgstall Hinterreckenberg
Der Burgstall Hinterreckenberg ist eine abgegangene mittelalterliche Höhenburg auf 380 m ü. NN etwa 400 Meter nordnordöstlich von Hinterreckenberg, einem Ortsteil der niederbayerischen Marktgemeinde Winzer im Landkreis Deggendorf in Bayern. Von dem nördlich liegenden Unterholzer Mühlbach ist er ca. 380 m entfernt.
Die Anlage wird als Bodendenkmal unter der Aktennummer D-2-7244-0118 im Bayernatlas als „mittelalterlicher Burgstall“ geführt.

## Beschreibung
Am Nordhang zwischen zwei tief eingeschnittenen Erosionstälern liegt dieser zweigliedrige Burgstall. Die Hauptburg liegt im Norden und die Vorburg etwas erhöht im Süden. Er ist durch einen 200 m langen und 5 m tiefen Graben vom südlichen weiter ansteigenden Hinterland getrennt. Das leicht nach Norden geneigte rundliche Plateau der Hauptburg beträgt 25 m im Durchmesser; es fällt nach Westen, Norden und Osten steil in das Tal hinab. An diesen drei Seiten umläuft in 12 m Tiefe ein Hanggraben, dessen Außenböschung noch 0,8 m hoch ist. Im Süden trennt ein 5 bis 8 m tiefer Halsgraben Haupt- und Vorburg. Die breitovale Vorburg besitzt ein ebenfalls nach Norden geneigtes Plateau von 35 × 50 m. An der Südseite befindet sich ein Schildwall von über 3 m Höhe. Die Höhendifferenz zwischen der Krone des Schildwalls und dem Fuß des Hauptburgkegels bezträgt ca. 30 m. Früher soll ein ausgemauerter Brunnen vorhanden gewesen sei.